# Giovanni Ferro
Giovanni Ferro (Costigliole d'Asti, 13 novembre 1901 – Reggio Calabria, 18 aprile 1992) è stato un arcivescovo cattolico italiano, arcivescovo di Reggio Calabria dal 1950 al 1977 e vescovo di Bova dal 1950 al 1960 e dal 1973 al 1977.
È tuttora ricordato come una delle più grandi figure della Chiesa reggina e calabrese dell'ultimo secolo.
Il 18 aprile 2008 (anniversario della sua morte) è stato comunicato il Nulla osta della Santa Sede per l'apertura della fase diocesana di canonizzazione, apertasi a Reggio Calabria il 21 maggio 2008. L’inchiesta diocesana si è svolta dal 21 maggio 2008 al 29 settembre 2011, in seguito alla quale egli è servo di Dio. Il 5 luglio 2019 papa Francesco ha autorizzato la promulgazione del decreto sull’eroicità delle virtù di monsignor Ferro, che viene quindi proclamato venerabile.

## Biografia
Giovanni Ferro nasce a Costigliole d'Asti, in Piemonte, da Giovanni e Carolina Borio.

### Formazione e ministero sacerdotale
A undici anni inizia gli studi presso i Padri Somaschi e, sentita la chiamata religiosa, emette la professione dei voti nel 1920.
Viene ordinato sacerdote l'11 aprile 1925 e consegue la laurea in filosofia all'Università Gregoriana.
Negli anni seguenti insegna diritto canonico nell'istituto di Corbetta (MI) per poi passare ad altri istituti somaschi, conseguendo nel frattempo la laurea in teologia a Torino; è Rettore del Collegio Trevisio di Casale Monferrato e quindi Rettore e Preside del Pontificio Collegio Gallio di Como, che regge fino al 1945, con grandi difficoltà durante la seconda guerra mondiale e la Repubblica Sociale.
Nel 1945 è nominato parroco della chiesa di Santa Maria Maddalena a Genova ed insegna teologia pastorale presso il Seminario maggiore della città. Nel 1948 viene eletto padre provinciale dei Somaschi, compito che svolge sino alla nomina episcopale.

### Ministero episcopale
Il 14 settembre 1950, all'età di 49 anni, viene nominato arcivescovo metropolita di Reggio Calabria e vescovo di Bova; viene consacrato a Genova dal cardinale Giuseppe Siri il 29 ottobre 1950.
Pur non essendo calabrese, si immedesima subito nella realtà reggina, carpendone le necessità e le difficoltà, condividendo le gioie ed i dolori del gregge a lui affidato. Accorre in ogni comunità della diocesi dove sia richiesta la sua presenza, anche nei più piccoli e disagiati centri aspromontani, specialmente durante le devastanti alluvioni del 1951, che portano all'abbandono di molti paesi. In quell'occasione dirama di persona un comunicato radio a tutta la nazione, perché una nobile gara di fraterna solidarietà riporti la serenità e la gioia dove la distruzione e la morte hanno seminato tante rovine; tuttavia il suo appello non viene ascoltato dagli italiani delle altre regioni, ad eccezione del papa Pio XII e di qualche vescovo amico, che mandano degli aiuti. Ha sempre particolare attenzione e disponibilità per i più poveri e bisognosi, riuscendo a farsi povero fra i poveri con grande umiltà e rinuncia molto frequentemente alle comodità ed ai privilegi che la condizione di vescovo gli offre. Già durante il suo operato i fedeli della diocesi lo acclamano vescovo santo. Intanto l'8 settembre 1960 si dimette da vescovo di Bova.
Dal 1967 al 1970 è anche amministratore apostolico della diocesi di Oppido Mamertina.
Nei tragici momenti che la città di Reggio vive durante la rivolta del 1970 egli è sempre vicino alla città ed a tutta la popolazione: il 4 ottobre 1970 vi sono in piazza Duomo a Reggio oltre 10.000 persone ad esprimere il loro affetto all'arcivescovo. Ma la stessa piazza lo aveva pure fischiato, quando il 17 settembre aveva chiamato fratelli in Dio i membri delle Forze dell'Ordine, cercando di promuovere la distensione ed il dialogo. Tuttavia questa sua opera è malvista da molti: il 7 ottobre il senatore catanzarese del M.S.I. Marini chiede perché non vengono arrestati il sindaco Piero Battaglia e l'arcivescovo Ferro, da lui indicato come promotore della rivolta civile.
Nonostante tutto, mons. Ferro continua la sua opera pastorale in città ed in tutta la diocesi nella difficile situazione creatasi dopo i violenti moti. Il 18 agosto 1973 ritorna a guidare anche la comunità bovese come vescovo del piccolo paese grecanico dopo 13 anni.
Il 4 giugno 1977, all'età di 76 anni, comunica le sue dimissioni per raggiunti limiti di età. Forte è il rammarico dell'arcidiocesi e della Calabria, testimoniato dai tanti attestati ricevuti in quei giorni. Il Consiglio Comunale gli concede la cittadinanza onoraria. Il 28 agosto, dopo aver celebrato la messa presso il Monastero della Visitazione, parte per Roma e si stabilisce presso la Curia Generalizia dei Padri Somaschi, ma non resiste alla volontà dei fedeli che chiedono il suo ritorno in città e qualche tempo dopo torna Reggio. Gli succede mons. Aurelio Sorrentino.
Trascorre silenziosamente ed in preghiera gli ultimi anni della sua vita. Muore a Reggio il 18 aprile 1992.

## Genealogia episcopale
La genealogia episcopale è:
- Cardinale Scipione Rebiba
- Cardinale Giulio Antonio Santori
- Cardinale Girolamo Bernerio, O.P.
- Arcivescovo Galeazzo Sanvitale
- Cardinale Ludovico Ludovisi
- Cardinale Luigi Caetani
- Cardinale Ulderico Carpegna
- Cardinale Paluzzo Paluzzi Altieri degli Albertoni
- Papa Benedetto XIII
- Papa Benedetto XIV
- Papa Clemente XIII
- Cardinale Bernardino Giraud
- Cardinale Alessandro Mattei
- Cardinale Pietro Francesco Galleffi
- Cardinale Giacomo Filippo Fransoni
- Cardinale Carlo Sacconi
- Cardinale Edward Henry Howard
- Cardinale Mariano Rampolla del Tindaro
- Cardinale Gennaro Granito Pignatelli di Belmonte
- Cardinale Pietro Boetto, S.I.
- Cardinale Giuseppe Siri
- Arcivescovo Giovanni Ferro, C.R.S.